# 동경성

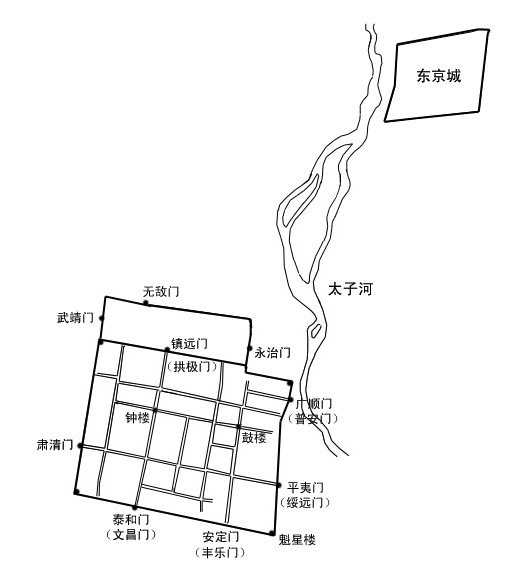
후금 동경성(우상)과 요양성(좌하) 옛터

동경성(東京城, ᡩ᠋ᡝ᠋ᡵᡤᡳ
ᡥᡝᠴᡝᠨ, dergi hecen)은 1622년부터 1625년까지 후금(後金)의 도성이었다. 동경성은 명(明) 요양성(遼陽城) 동쪽에 있었다. 이는 오늘날 요녕성(遼寧省) 요양시(遼陽市) 태자하구(太子河區) 동경릉향(東京陵鄕) 신성촌(新城村)이다. 요녕성국가급중점문물보호단위(遼寧省國家級重點文物保護單位)이다. 1988년, 동경성성지(東京城城址)의 명칭은 제4비요녕성문물보호단위(第四批遼寧省文物保護單位)였다. 2013년, 중국국무원(中國國務院)은 제7비전국중점문물보호단위(第七批全國重點文物保護單位) 고유지(古遺址)로 분류시켰다.

## 역사
천명(天命) 6년(1621) 3월, 후금 한(汗) 누르하치(努爾哈赤, Nurhaci)가 명의 요양성을 함락하였다. 다음해 천명 7년(1622) 2월, 도성을 사르후(薩爾滸)에서 요양으로 옮겼다. 그러나 옛 요양성 면적이 너무 크고 오래되어 무너져서 방어가 어려운데다 성내 한인(漢人)도 크게 저항하자, 성 동쪽 태자하(太子河) 맞은편에 성을 신축하기로 결정하였다. 천명 7년(1622) 6월에 착공하고 다음해 천명 8년(1623) 7월 완공하였으며 동경성이라 이름지었다.
동경성은 요양성 동쪽 5리 태자하 동안에 위치하였다. 한 쪽은 강에 임하고 다른 한 쪽은 산에 임한 형태였고, 성내 지세는 남에서 북으로 높아지는 형태였다. 동경성 평면은 마름모꼴이고 둘레 길이는 6리 10보(3,814m), 남벽 길이 925m, 북벽 길이 970m, 동벽 길이 924m, 서벽 길이 945m이다. 성벽 높이는 3장 5척, 밑바닥은 돌계단 기좌이며 위는 판축벽이고 겉은 청전(靑磚)으로 감쌌다. 판축층 내에는 잔돌, 연자방아돌, 맷돌, 비석 등이 들어있었다. 남벽 동문은 덕성문(德盛門), 서문은 천우문(天佑門)이다. 서벽 남문은 회원문(懷遠門), 북문은 외양문(外攘門), 북벽 서문운 지재문(地載門), 동문은 복승문(福勝門)이다. 성문에는 옹성(甕城)이 있고 비깥에는 해자가 있다.
동경성내는 한의 궁전 2곳이 있다. 정무에 사용한 “대아문(大衙門)”은 서남쪽 구석 언덕 위에 있어 천우문과 마주보고 있다. 궁내에는 팔각전(八角殿)이 있다. 침궁은 팔각전 서쪽 100m의 또다른 원락(院落) 안에 있고, 좌락은 인공 판축 정방형 대 위에 있는데, 대는 높이 7m, 변장 16m이다. 평면 구조는 현재 심양고궁(瀋陽故宮) 중로(中路) 내정(內廷) 지구와 매우 닮았다.
천명 10년(1625) 3월, 누르하치는 동경성 팔각전에서 심양(瀋陽) 천도를 선포하였고, 4일 후 천도를 완성하였다. 심양궁전 선축과 심양성 수축을 위하여 동경성의 궁전, 관아, 성루, 성벽 벽돌을 모두 철거히고, 벽돌과 기와 및 목재를 심양으로 옮겨, 동경성은 결국 폐허가 되었다. 천우문 기반터와 성벽 판축 기반만이 지금까지 남아 있다.

## 같이 보기
- 사르후성
- 성경성
- 심양고궁
- 자이피얀성
- 후금